# Vinice na Montmartru

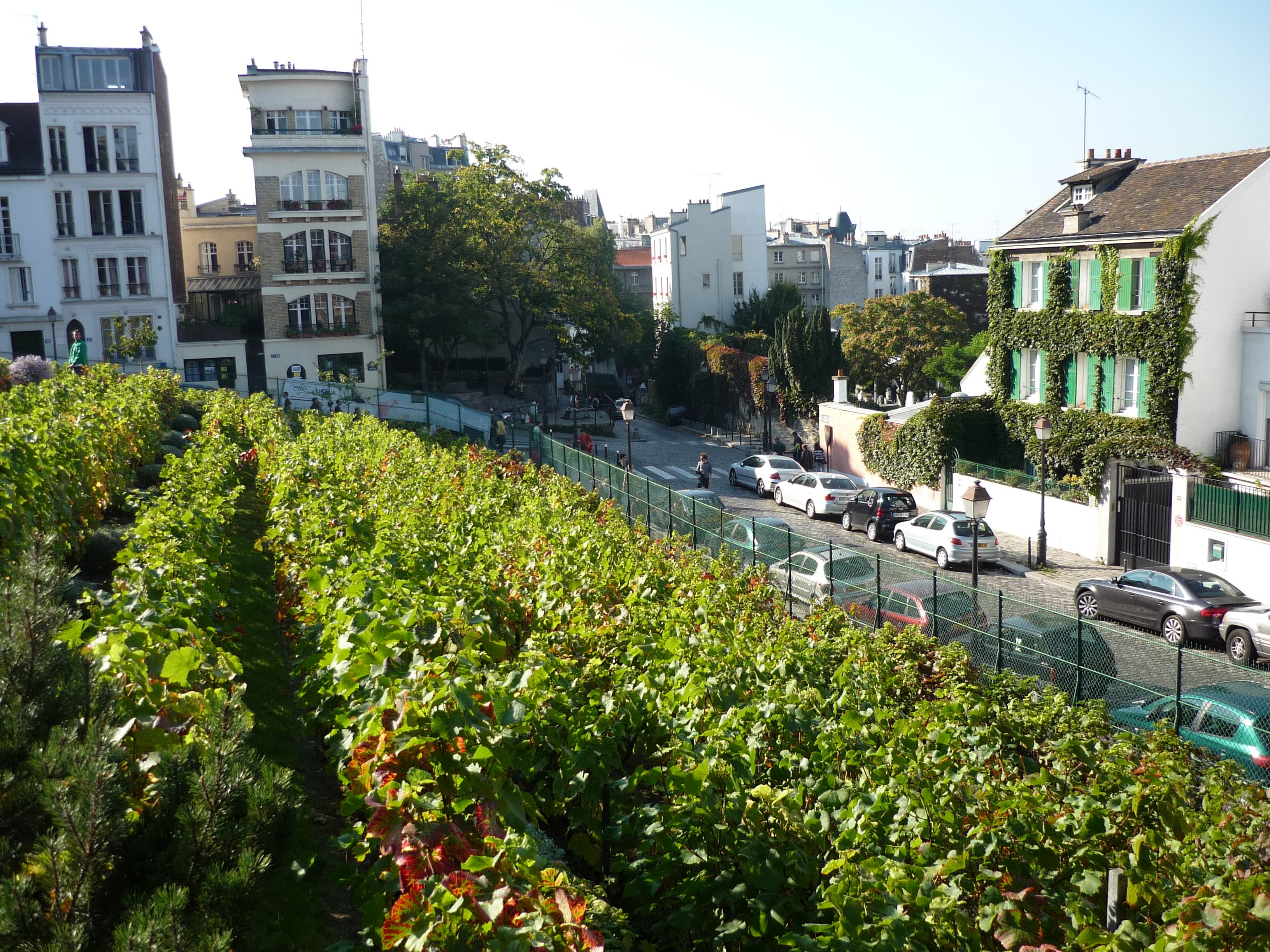
Vinice na Montmartru

Vinice na Montmartru je jediná vinice v Paříži. Byla vysázena na severní straně kopce Montmartre v 18. obvodu u křižovatky ulic Rue Saint-Vincent a Rue des Saules naproti kabaretu Lapin Agile. Vinice se rozkládá na ploše 2038 m2.

## Historie
V 16. století se obyvatelé Montmartru, který se tehdy nacházel za hranicemi Paříže, z velké části živili na vinicích, které se rozkládaly na svazích kopce i v jeho okolí. V 17. století byla jen malá část produkce určena pro místní spotřebu. Na místě samotné dnešní vinice stála na počátku 17. století hospoda s názvem Le Parc de la Belle Gabrielle (Park u Krásné Gabriely) podle sousedního domu, který vlastnila Gabrielle d'Estrées, milenka krále Jindřicha IV. Později zde bylo jen prázdné místo. Až v roce 1933 zde město Paříž na popud spolku Le Vieux Montmartre (Starý Montmartre) založilo vinici s 2000 sazenicemi.

## Současnost
Vinice dnes zahrnuje klasické odrůdy vína francouzských oblastí. Vinice je pro veřejnost uzavřena kromě zvláštních příležitostí, jako je např. Zahradní festival, který od roku 1997 pořádá každý podzim pařížská radnice. Hrozny se lisují ve sklepích radnice 18. obvodu. Každý rok v říjnu se koná na Montmartru slavnost s průvodem vinařských spolků, kde se prodává toto víno v aukci. Výtěžek jde na sociální účely.